# گارد داوطلب صرب
گارد داوطلب صرب (صربی: Арканови Тигрови, Arkanovi Tigrovi) (معروف به ببرهای آرکان) یک گروه شبه‌نظامی صرب بود که در سال ۱۹۹۰ توسط آرکان تشکیل شد.این گروه در جریان جنگ‌های یوگسلاو در کرواسی و بوسنی و هرزگوین می‌جنگید.
این گارد در ۱۱ اکتبر ۱۹۹۰ توسط ۲۰ عضو از یک گروه از طرفداران متعصب باشگاه فوتبال ستاره سرخ بلگراد تشکیل شد.ستاد گارد در اردوت قرار داشت.
این گارد به رهبری آرکان در اوایل تجزیه یوگسلاوی به مناطقی از کرواسی و بوسنی و هرزگوین حمله کرد.در آوریل ۱۹۹۶، گارد داوطلب صرب رسماً منحل شد.